# قورقا
قورقا کلمه‌ای ترکی است که از فعل « قووورماق » گرفته شده‌است .
قورقا به گندم و شادونه تفت شده گفته می‌شود. در منطقه آذربایجان قورقا در فصول سرد خصوصا در شب چله و عید نوروز استفاده می‌شود. در عیدنوروز قورقا را در سفره هفت سین هم می‌گذارند. گندم پیش از تفت دادن خیسانده می‌شود. گاهی برای خیس کردن گندم از شیر نیز استفاده می‌شود. 

این خوراکی در مناطق ترکمن نشین نیز تهیه می‌شود.